# アーザム・ジャー (カルナータカ太守)
アーザム・ジャー（Azam Jah, 1797年 - 1825年11月12日）は、南インドの（年金受給者としての）カルナータカ太守（在位：1819年 - 1825年）。本名はムハンマド・ムナッワル・ハーン（Muhammad Munawwar Khan）という。

## 生涯
1819年8月2日、父であるカルナータカ太守アズィーム・ウッダウラが死亡し、息子のアーザム・ジャーが太守位を継承した。
1825年11月12日、アーザム・ジャーはマドラスで死亡し、まだ幼い息子のグラーム・ムハンマド・ガウス・ハーンが太守位を継承した。